# Sirje Tamul

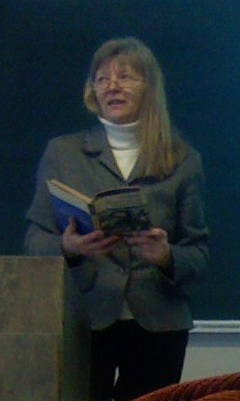
Sirje Tamul

Sirje Tamul (* 31. August 1951 in Viljandi, Estnische SSR) ist eine estnische Historikerin. Sie ist Lektorin an der Universität Tartu. Sie promovierte 2007.
Sirje Tamul war von 1975 bis 1976 Kuratorin des Stadtmuseums in Tartu. Danach wechselte sie zur Universität Tartu, wo sie von 1976 bis 1982 im Fachbereich Geschichte als Assistentin arbeitete. 1982 wurde sie Wissenschaftliche Assistentin im Geschichtsmuseum der Universität. 1996 wechselte sie wieder zum Fachbereich Geschichte, zuerst als Fachfrau für die Unterrichtsorganisation und dann ab 2001 bis 2005 als Dozentin für Weltgeschichte.
Das Hauptthema von Tamuls wissenschaftlicher Arbeit ist die Geschichte der Universität Tartu im 19. und 20. Jahrhundert. Ihre Forschungsschwerpunkte sind die Universitätsgeschichte, die Wissenschaftsgeschichte, besonders die wissenschaftlichen Verbindungen der Universität Tartu; die Studentenschaft, insbesondere Studentinnen in der Geschichte sowie die außeretatmäßige Finanzierung und die Dotationen der Universität Tartu.
Der Titel ihrer Dissertation lautet: Donations to the Imperial University of Tartu (1802-1918).

## Werke
- G. P. Oettigen: 22. nov. 1824-16. veebr. 1916: [ülikooli rektor 1868-1876, Tartu linnapea, silmaarst], in: Tähtpäevakalender, 1986.02.21.
- Täna on eestikeelse ülikooli 76. aastapäev, in: Universitas Tartuensis, 1995.12.01, S. 3.
- Album rectorum Universitatis Tartuensis 1632-1997. Tartu: Tartu Ülikooli Kirjastus 1997 ISBN 9985-56271-2
- Konfession und nationale Herkunft der Studentinnen an den Höheren Schulen in Tartu/Dorpat (1905-1918), in: Nordost-Archiv, Lüneburg, Band VII: 1998, H. 2, S. 555
- Vita academica, vita feminea: artiklite kogumik, Tartu: Tartu Ülikooli Kirjastus 1999 ISBN 9985-56-460-X
- Sigilla Universitatis Tartuensis, in: Ajalooline Ajakiri, 1999, S. 9–22.
- About the Mentality the academic and higher education of woman in the turn of the century, in: Historiae scientiarum Baltica 99. Abstracts of the XIX th Baltic conference of the History of science: Vilnius, Lithuania; 15-17 January, 1999.  Kaunas, Vilnius: International Union of the History and Philosophy of Science., 1998, (I), S. 53–54
- Salongist...ülikooli, in: Horisont, 2000, 3/30.
- Zur Studentenschaft der russifizierten Universität Tartu 1883-1918, in: Jahrbuch für Universitätsgeschichte (JbUG), 04/2001, S. 102ff.
- Die Privatuniversität von M. I. Rostovcev 1908-1920: die Fachhochschule in Tartu?, in: Historiae scientiarum Baltica. Tartu, 2001, S. 51–52.
- Kõrgema tütarlaste- ja naishariduse algusest, in: Eesti Akadeemiliste Naiste Ühing 1926–1940, Tartu: Tartu Ülikooli Kirjastus, 2001, S. 11–17.
- Über die Studentenschaft der russifizierten Tartuer Universität (1883-1918), in: Universitätsgeschichte in Osteuropa, Stuttgart: Franz Steiner Verlag, 2001, S. 102–111.
- Donatsioonid Tartu ülikoolile aastatel 1802-1918, in: Ajalooline Ajakiri, 2002, S. 177–192.
- Stipendiumid ja teaduskapitalid Tartu ülikoolis aastatel 1802–1918, in: Kleio, 2002 1/2.
- 200 aastat õppetoetusi Tartu ülikoolis, in: Tartu ülikooli Sihtasutus aastatel 1997–2002,  Tartu Ülikooli Sihtasutus, 2002, S. 65–69.
- Veel kord Tartu ülikooli taasavamise ja eesti keele lektori küsimusest, in: 200 aastat eesti keele ülikooliõpet: 1803 eesti ja soome keele lektoraat Tartu ülikoolis: juubelikogumik, Tartu, 2003.
- Saksa oftalmoloog Arthur Bernhard Brückner, in: Õpetatud Eesti Seltsi aastaraamat. Tartu, 2004, S. 59–66.
- The nominal value of the student of the Imperial University of Tartu, in: Rossija i Baltija. Ostzejskie guberni i Severo - Zapadnyj kraj v politike reform Rossijskoj imperii. 2-ja polovina XVIII v. - XX v. 2004, S. 72–91.
- Testimonium paupertatis - vaesustunnistus, üliõpilase sotsiaalse päritolu peegel, in: Tartu Ülikooli ajaloo küsimusi. Tartu, 2004, 33, S. 84–102.
- Die Bedeutung des Krieges für die Universität Jur'ev: Schließungsabsichten und Evakuierungsmaßnahmen (1915–1918), in: Trude Maurer (Hrsg.): Kollegen - Kommilitonen - Kämpfer. Europäische Universitäten im Ersten Weltkrieg. Stuttgart: Franz Steiner Verlag, 2006 (Pallas Athene Band 18) ISBN 978-3-515-08925-8
- Elise Käer-Kingisepp, in: A Biographical Dictionary of Womens Movements and Feminismus Central, Eastern and South Eastern Europe 19th and 20 th cc. Budapest, New York: CEU Press. S. 200–204.
- Lilli (Caroline) Suburg, in: A Biographical Dictionary of Womens Movements and Feminismus Central, Eastern and South Eastern Europe 19th and 20 th cc. Budapest, New York: CEU Press. S. 544–547.
- Vera Poska-Grünthal, in: A Biographical Dictionary of Womens Movements and Feminismus Central, Eastern and South Eastern Europe 19th and 20 th cc. Budapest, New York: CEU Press. S. 450–454.
- Immatrikuleerumisest habiliteerumiseni: jooni akadeemilisest naisharidusest Saksamaal 1908-1918, in: Tartu Ülikooli ajaloo küsimusi. Tartu, 2006, 35, S. 53–65. ISBN 9949-11-493-4.
- Studienstiftungen an der Kaiserlichen Universität Dorpat (1802–1918), in: Peter Wörster/Dorothee M. Goeze: Universitäten im östlichen Mitteleuropa. Zwischen Kirche, Staat und Nation - Sozialgeschichtliche und politische Entwicklungen. München: R. Oldenbourg Verlag, 2008, S. 49–73 ISBN 978-3-486-58494-3